# 小建中湯
小建中湯（しょうけんちゅうとう）は、主に子供に用いられる漢方薬の一つ。小児夜尿症や夜泣きなどに用いられ、また腹痛を和らげ、胃腸の調子をよくし、体を丈夫にする働きがある。

## 構成生薬
- 桂枝[2]
- 芍薬
- 生姜
- 大棗
- 甘草

以上の生薬を一定の割合で混合して煎じた上で、水飴（膠飴）を加える。

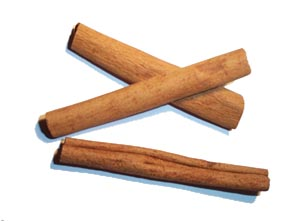
桂皮
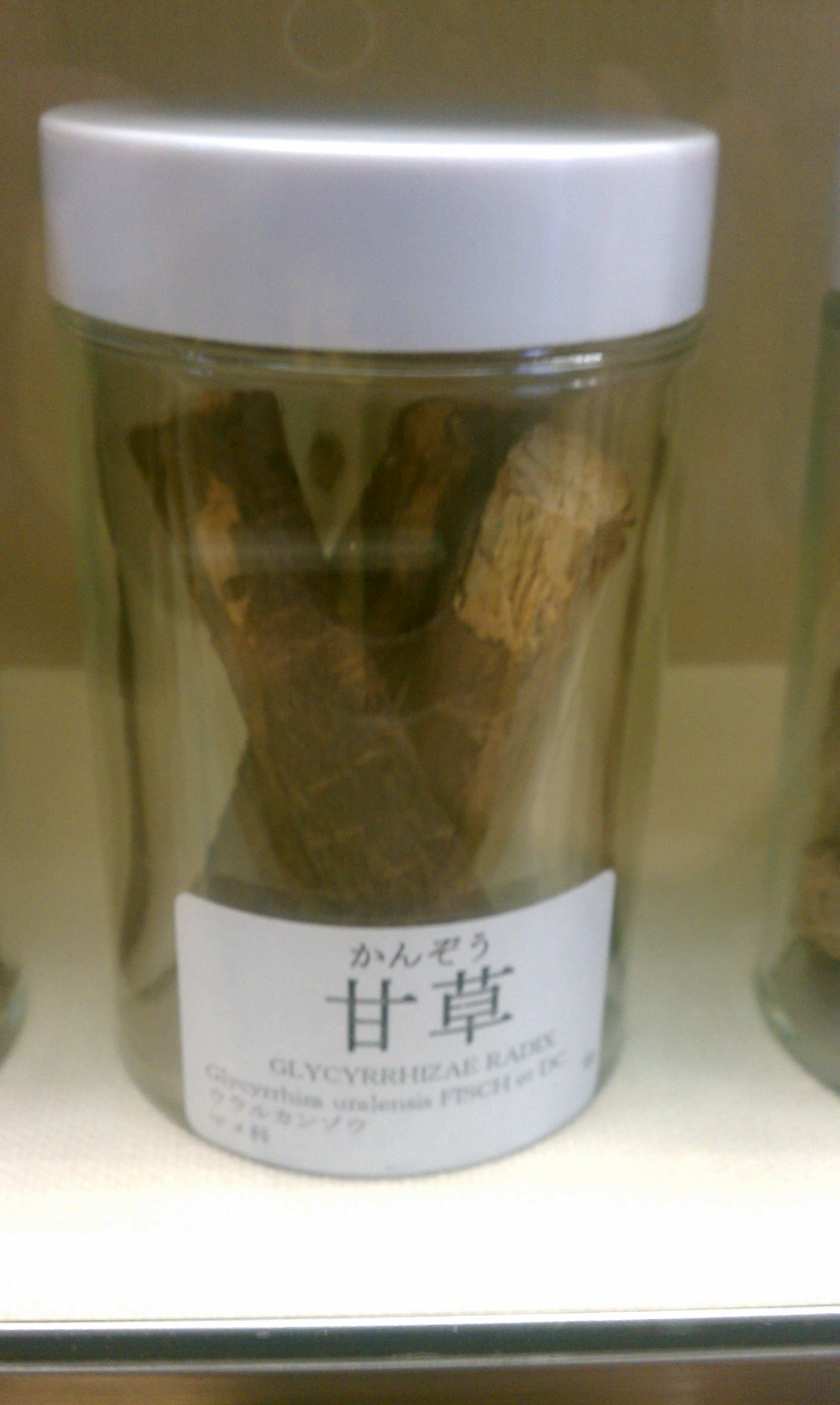
甘草
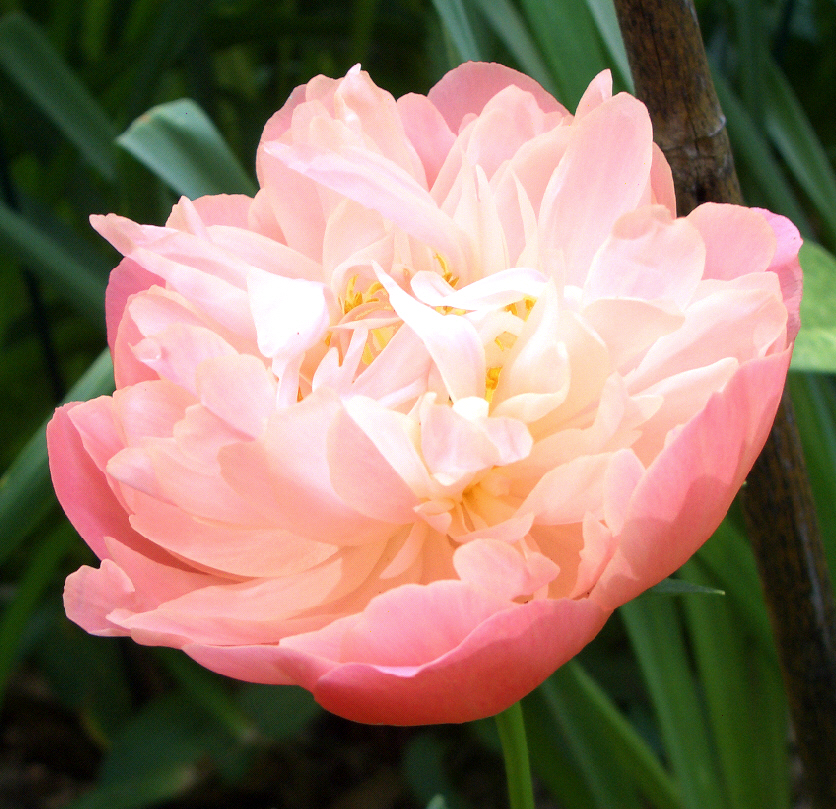
芍薬
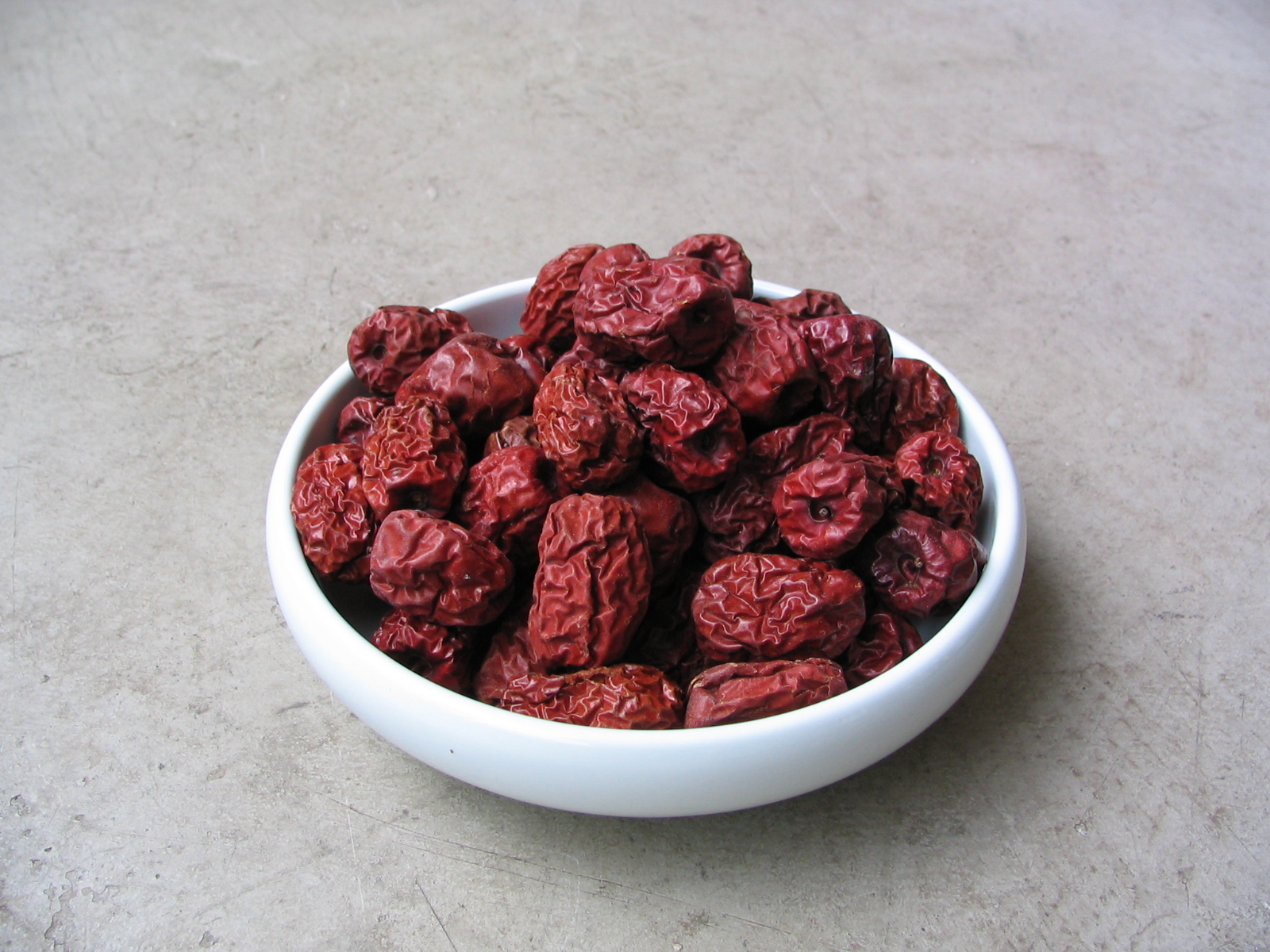
大棗
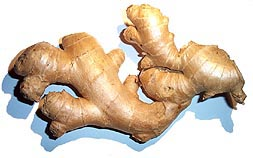
生姜

## 類方
- 黄耆建中湯 - 小建中湯に黄耆を加えると黄耆建中湯になる。
- 帰耆建中湯 - 黄耆建中湯に当帰を加えると帰耆建中湯になる。